# Iswestija-Pokal 1973
Der Iswestija-Pokal 1973 (russisch Турнир на приз газеты Известия ‚Turnier um den Preis der Zeitung „Известия“‘, dt. Iswestija, d. h. Nachrichten) war die 7. Austragung des internationalen Eishockeyturniers, welches in diesem Jahr vom 16. bis 21. Dezember in Moskau stattfand. Neben der sowjetischen nationalen Auswahl nahmen wieder die Nationalmannschaften Finnlands, Schwedens, der Tschechoslowakei und Polens teil.

## Spiele
| 16. Dezember 1973 | Tschechoslowakei Jiří Kochta (2.) Karel Ruml (11.) Vladimír Veith (28.) Václav Nedomanský (36.) Josef Horešovský (41.) Richard Farda (43.) Vladimír Martinec (51.) | 7:1 (2:0, 2:0, 3:1) Spielbericht | Finnland Jorma Kallio (60.) | Sportpalast Luschniki, Moskau Zuschauer: 14.000 (ausverkauft) |

| 16. Dezember 1973 | UdSSR Waleri Charlamow (7.) Boris Michailow (10.) Alexander Bodunow (13.) Alexander Gussew (35.) Waleri Wassiljew (37.) Boris Michailow (45.) Boris Michailow (48.) Alexander Woltschkow (55.) | 8:3 (3:1, 2:1, 3:1) Spielbericht | Schweden Arne Carlsson (1.) Kjell-Rune Milton (24.) Anders Hedberg (42.) | Sportpalast Luschniki, Moskau Zuschauer: 14.000 (ausverkauft) |

| 17. Dezember 1973 | Finnland Timo Sutinen (22.) Timo Sutinen (34.) Pekka Marjamäki (38.) Seppo Suoraniemi (58.) Seppo Ahokainen (58.) | 5:2 (0:0, 3:0, 2:2) Spielbericht | Schweden Anders Hedberg (42.) Thommy Abrahamsson (48.) | Sportpalast Luschniki, Moskau Zuschauer: 06.000 |

| 17. Dezember 1973 | UdSSR Alexander Malzew (3) Juri Lebedew (2) Alexander Jakuschew Wladimir Petrow Boris Michailow Waleri Charlamow Alexander Martynjuk | 10:1 (4:0, 5:1, 1:0) Spielbericht | Polen Walenty Ziętara | Sportpalast Luschniki, Moskau Zuschauer: 14.000 (ausverkauft) |

| 18. Dezember 1973 | Tschechoslowakei Václav Nedomanský Jiří Holík Jan Faith Oldřich Machač Bohuslav Šťastný Jiří Kochta Vladimir Veith Jaroslav Mec Ivan Hlinka | 9:1 (3:0, 3:0, 3:1) Spielbericht | Polen Adam Kopczyński | Sportpalast Luschniki, Moskau Zuschauer: 5.000 |

| 19. Dezember 1973 | Tschechoslowakei Jiří Bubla (25.) Ivan Hlinka (32.) | 2:4 (0:1, 2:3, 0:0) Spielbericht | Schweden Kjell-Rune Milton (20.) Dan Laabraten (23.) Bo Berggren (27.) Björn Palmqvist (36.) | Sportpalast Luschniki, Moskau Zuschauer: 14.000 (ausverkauft) |

| 19. Dezember 1973 | UdSSR Wjatscheslaw Anissin (2) Alexander Jakuschew (2) Alexander Woltschkow Wladimir Luttschenko Alexander Bodunow | 7:0 (3:0, 3:0, 1:0) Spielbericht | Finnland | Sportpalast Luschniki, Moskau Zuschauer: 14.000 (ausverkauft) |

| 20. Dezember 1973 | Polen Jan Pecko (6.) Mieczysław Jaskierski (36.) Walenty Ziętara (40.) | 3:2 (1:0, 2:0, 0:2) Spielbericht | Schweden Stefan Karlsson (57.) Björn Palmqvist (60.) | Sportpalast Luschniki, Moskau Zuschauer: 3.000 |

| 21. Dezember 1973 | Finnland Lasse Oksanen (3.) | 1:1 (1:0, 0:0, 0:1) Spielbericht | Polen Stefan Chowaniec (54.) | Sportpalast Luschniki, Moskau Zuschauer: 2.500 |

| 21. Dezember 1973 | UdSSR Wladimir Petrow (3) Waleri Charlamow Waleri Wassiljew Juri Lebedew Alexander Malzew | 7:1 (0:1, 3:0, 4:0) Spielbericht | Tschechoslowakei Milan Kužela | Sportpalast Luschniki, Moskau Zuschauer: 14.000 (ausverkauft) |

## Abschlusstabelle
| Platz | Mannschaft       | Spiele | S | U | N | T     | P |
| --- | ---------------- | ------ | - | - | - | ----- | - |
| | UdSSR            | 4      | 4 | 0 | 0 | 32:05 | 8 |
| | Tschechoslowakei | 4      | 2 | 0 | 2 | 19:13 | 4 |
| | Finnland [1]     | 4      | 1 | 1 | 2 | 07:17 | 3 |
| 4. | Polen [1]        | 4      | 1 | 1 | 2 | 06:22 | 3 |
| 5. | Schweden         | 4      | 1 | 0 | 3 | 11:18 | 2 |
| [1] Über die Platzierung entschied aufgrund des Unentschiedens in der direkten Begegnung die Tordifferenz |                  |        |   |   |   |       |   |

## Die besten Spieler
Die besten Spieler des Turniers:
| Torwart     | Jiří Holeček     |
| Verteidiger | Alexander Gussew |
| Stürmer     | Waleri Charlamow |

Der beste Scorer wurde  Boris Michailow mit 9 Punkten (4 Tore, 5 Vorlagen).